# Oleh Myronez
Oleh Oleksandrowytsch Myronez (ukrainisch Олег Олександрович Миронець, englisch Oleh Myronets; * 29. Mai 1998 in Nedobojiwzi) ist ein ukrainischer Leichtathlet, der im Sprint und im Mittelstreckenlauf an den Start geht.

## Sportliche Laufbahn
Erste internationale Erfahrungen sammelte Oleh Myronez im Jahr 2019, als er bei den Balkan-Hallenmeisterschaften in Istanbul im 800-Meter-Lauf in 1:49,76 min den fünften Platz belegte. Anschließend siegte er in der gemischten 4-mal-400-Meter-Staffel in 3:16,65 min bei den Europaspielen in Minsk und siegte daraufhin bei den Balkan-Meisterschaften in Prawez in 1:50,13 min. Im Jahr darauf verteidigte er bei den Balkan-Meisterschaften in Cluj-Napoca in 1:49,60 min seinen Titel und gewann mit der 4-mal-400-Meter-Staffel in 3:08,53 min die Bronzemedaille. 2021 siegte er dann bei den Balkan-Hallenmeisterschaften in Istanbul in 1:48,19 min, ehe er bei den Halleneuropameisterschaften in Toruń mit 1:51,19 min im Halbfinale ausschied. 2023 wurde er bei der 2. Liga der Team-Europameisterschaft im Rahmen der Europaspiele in Chorzów in 1:47,86 min Dritter über 800 Meter und im Jahr darauf gewann er bei den Balkan-Meisterschaften in Izmir in 1:49,31 min die Bronzemedaille hinter dem Kroaten Marino Bloudek und Jan Vukovič aus Slowenien.
In den Jahren 2022 und 2023 wurde Myronez ukrainischer Meister im 800-Meter-Lauf im Freien sowie 2021, 2023 und 2024 in der Halle.

## Persönliche Bestzeiten
- 400 Meter: 47,56 s, 6. Juli 2017 in Kropywnyzkyj
  - 400 Meter (Halle): 49,20 s, 28. Januar 2018 in Sumy
- 800 Meter: 1:47,65 min, 30. Juli 2023 in Luzk
  - 800 Meter (Halle): 1:48,19 min, 20. Februar 2021 in Istanbul